# Asteroid Karin
Asteroizii Karin (sau uneori Grupul Karin, ori Subfamilia Karin) este o subfamilie a familiei Koronis. Această subfamilie de asteroizi este formată din cel puțin 90 de asteroizi din centura principală. Subfamilia Karin este formată recent; s-a reușit să se calculeze orbitele trecute a 13 membri ai acesteia și să se arate convergența lor spre o orbită comună corespunzătoare celei a corpului părinte.
Subfamilia Karin a primit numele celui mai important membru al său, 832 Karin, care are aproximativ diametrul de 19 kilometri. Acest asteroid reprezintă aproximativ 15-20% din masa corpului original care avea un diametru estimat de 33 km. 832 Karin este un asteroid de tip S. Asteroidul 4507 Petercollins a fost considerat inițial a fi un membru al acestei subfamilii, dar a fost identificat în 2004 ca fiind un intrus. Ceilalți membri au diametre cuprinse între 1 și 7 km.
Se estimează că subfamilia Karin s-a creat în urmă cu 5,8 ± 0,2 milioane de ani, ca rezultat al unei coliziuni, cea mai recentă coliziune de asteroizi cunoscută. Deoarece suprafețele membrilor săi au fost relativ cruțate, analiza spectroscopică poate spune oamenilor de știință multe despre compoziția lor și ar putea arunca o nouă lumină asupra cât de strâns legați sunt asteroizii și meteoriții. Faptul că se știe când s-a format suprafața lor este util și în determinarea ratei de formare a craterelor pe asteroizi. Se estimează că în aproape 100 de milioane de ani familia se va dispersa într-un asemenea grad încât nu va mai putea fi distinsă de populația generală de asteroizi.
Asteroizii Karin pot fi sursa uneia dintre benzile de praf interplanetar descoperite de satelitul IRAS și poate, de asemenea, să fi generat meteoriți cu compoziții asemănătoare asteroizilor de tip S și expuneri la razele cosmice datând de aproximativ 5,8 milioane de ani.
Un studiu al Grupului Karin a permis pentru prima oară să se detecteze Efectul Iarkovski, în asteroizii din centura principală.